# كرم ملحم كرم
كرم ملحم كرم (1321 ـ 1379هـ/1903 ـ 1959) صحفي وناقد لبناني.

## حياته ونشأته
ولد كرم ملحم كرم في بدير القمر سنة 1903، والده ملحم شاهين أبو كرم من مزرعة الشوف، والدته سوسان الأسمر. بدأ دروسه في معهد الأخوة المريميين بدير القمر طيلة تسع سنوات، وتابعها في مدرسة الأخوة المريميين في جونيه، وأتمها في المعهد الأنطوني في بعبدا. وقد انتمى إلى عصبة العشرة، ولكنّه ظلّ يحافظ على الطابع المحلّي والقومي، وهو محاضر بارع.

## بدايته في الصحافة
بدأ “كرم ملحم كرم” نشاطه الصحافي، منذ مطلع شبابه؛ فكان يضع قصصاً ومقالات، وينشرها في جريدة “دير القمر”، لصاحبها نعوم البستاني؛ كما كان يساهم في أعمال التحرير في تلك الجريدة. وفي هذا ما يشهد لـ”كرم”، بخيال روائي خصب وقلم أدبيٍّ سيَّال، كما قد يشهد له باطِّلاع على أعمال روائيَّة عديدة من الأدبين العربي والفرنسي، ساهمت في إنماء موهبته وتوجيه عطاءاته في ميدان القصص والروايات، خاصة وقد عرف منذ صباه بتمكنه من اللغتين وآدابهما.
ما لبث “كرم كرم” أن وجد، في سنوات العقد الثاني من القرن العشرين، ترحيباً من صحف بيروت، لنشر بعض ما كان يضع من قصص ويحبِّر من مقالات؛ فصار ينشر فيها، وبدأ اسم الصحافي والأديب “كرم ملحم كرم”، يشيعُ في الأوساط الصحفيَّة والأدبيَّة في لبنان؛ حتَّى أنَّ إحدى الصُّحف المصريَّة، عمدت إلى إعادة نشر إحدى قصص “كرم ملحم كرم”، التي سبق نشرها في بيروت. وكان أن أعجب الشَّاعر بشارة عبد الله الخوري، صاحب جريدة “البرق”، الذائعة عهد ذاك، بكتابات “كرم”، فدعاه إلى الكتابة في “البرق”. وانطلق، “كرم ملحم كرم”، من ثمَّ، يكتب في عدد من الصحف في لبنان، منها “الإصلاح” و”الأحرار” و”الأحوال” و”الرَّاية” و”المعرض”؛ حتَّى تسنَّى له أن يكون متربِّعاً سعيداً على عرشٍ مرموق للقصَّة الأدبيَّة والصحافة في لبنان. لقد أثبتَّ واقع الأدب مع النشر الصحافي، وقد كان في أوجّه في النصف الأول من القرن العشرين في لبنان؛ مقدرة هذين العاملين على تأمين عوامل أساس للنهضة الحضاريَّة للشعوب. وإن في انطلاق المسيرتين الأدبية والصحافية لـ”كرم ملحم كرم”، في مطلع شبابه عبر النشر الصحافي، ما يضيء بقوة على أساس فاعليَّة هذا الارتباط بين الصحافة، من جهة، والأدب من جهة أخرى. ولعلَّ من يتساءل في الزَّمن الرَّاهن، وهو الزَّمن الذي ما يشهد تراجعاً للنَّشر الصحافيِّ أمام النشر الإلكترونيِّ بوسائط التواصل الاجتماعي، عن حقيقة إمكانيَّات هذا النَّشر الإلكتروني في خدمة الأدب، وإمكانيات الأدب في خدمة النَّشر الإلكتروني. وثمَّة حقيقة لا يمكن تجاهلها، في هذا السياق؛ فالشواهد ما انفكت تشير إلى القابلية الكبرى التي يختزنها النشر الإلكتروني؛ بيد أنها لا تشير إلى مجالات تحقيق رصانة الاختيار التي تمتلكها، بصورة عامة، الوسائط الرصينة للنشر الصحافي التقليدي.

## حياته المهنية
كان كرم ملحم كرم صحفيّاً بارعاً، فقد سار على درب اللبنانيين في إنشاء الصحف الأدبية لنشر قصصه ورواياته، فأنشأ في سنة 1923 مجلة «ألف ليلة وليلة»، وهي أسبوعية قصصية، وقد صدر منها خمسة وخمسون مجلداً، ونشر فيها له ولسواه ما ينوف على ألف قصة ورواية قصيرة طغى عليها اللون المحلّي. وفي سنة 1953 أوقف صدورها بعدما بلغت أعدادها الألف والاثنين. وهكذا صارت «ألف ليلة وليلتين»، بزيادة ليلة على ليالي شهرزاد الألف وليلة، ثم عادت مجلته «ألف ليلة وليلة» إلى الصدور، وظلّت تصدر بعد وفاته برئاسة ابنه ملحم.
أنشأ كرم في سنة 1932 «العاصفة»، وهي جريدة أسبوعية في السياسة والأدب، وكان يصدرها، ويحرّرها، ويكتب جميع مقالاتها على طريقة سليم البستاني في «الجنان» وجرجي زيدان في «الهلال»، لكن السلطة المنتدبة كانت تعطلها باستمرار، فقد كانت الصحافة اللبنانية، خاضعة لقانون التعطيل الإداري. فأوقف «العاصفة» بعد سنتين من صدورها. واضطر في عام 1939 بسبب ظروف الحرب إلى إيقاف الجريدة والمجلة في آن معاً، ولكنّه ظلّ يحرّر ثلاث صحف يومية، شرع “كرم ملحم كرم” يكتب بعد توقف العاصفة في مجلة “المعرض”، لصاحبها فؤاد حبيش. كان “كرم ملحم كرم” من أنصار “عصبة العشرة”، التي تزعمها صاحب “المعرض”، وجعل من صفحات مجلته منبراً لهذه العصبة التي ضمّت عدداً من الكتاب والأدباء اللبنانيين الذين قاموا بحملة انتقاد قاسية على ما اعتبروه “القديم” من الأدب العربي المعاصر.ولعلَّه من الطَّريف، ههنا، أنَّ”عصبة العشرة”، تأسست في بيروت سنة 1930؛ وأن العدد الفعليّ لأعضائها لم يتجاوز الأربعة، إذ كان رئيسها”ميشال أبو شهلا”، وأعضاؤها “إلياس” و”خليل تقي الدين” و”فؤاد حبيش”؛ أما الستة المتبقون، وهم “كرم ملحم كرم” و”يوسف إبراهيم” و”تقي الدّين الصُّلح” و”توفيق يوسف عوَّاد” و”عبد الله” و”ميشال أسمر”، فلم يكونوا أعضاءً فيها، بقدر ما كانوا مجرَّد أصدقاء لأعضائها الأربعة ومؤيدين لتوجهاتهم الأدبيَّة والثقافيَّة.ولعلَّ في هذا ما يؤكِّد أن الرؤيا الأدبيَّة ومفاهيم النقد الأدبي كما مبادئ النقد الثقافي، لا تستند إلى مبادئ حكم ديموقراطيَّة العدد، بقدر ما تنهض وتحقق فاعلية لها بارتكازها على وضوح الرؤية وسلامة الرأي والتصميم على التجديد والنجاح في التغيير.
أصدر “كرم ملحم كرم”، في سنة 1932، مجلة “الأسرار”؛ وكانت مجلة بوليسية روائية مصورة، تناول فيها موضوعات من خفايا الأحداث التاريخية. صدرت “الأسرار”أسبوعيَّة؛ وحوى كلَّ واحد من أعدادها رواية. ظهر العدد الأول من “الأسرار”، في 32 صفحة، يوم الجمعة، الواقع فيه 7 نيسان سنة 1939؛ ووردت فيه رواية “ملك اللصوص”.
وكان رائداً في الصحافة، فهو أول من وضع تنسيق صفحات الجريدة "ألميزنباج"، وهو أول من اعتمد الطباعة الملونة في الصحافة. وفي النقد الأدبي كان رائداً. فله في النقد المقارن دراسات تشهد بشموليته في ثقافة الغرب وفي ثقافة العرب. وفي حقل الرواية كتب حوالي المائة رواية من بينها "صرخة الألم 1936، لويس الرابع عشر 1936، المصدور1937، الشيخ قرير العين 1945، بونا أنطون 1947، أم البدين 1947، قهقهة الجزّار 1951، الضفاف الحمر 1952، انتقام الخيزران 1953، عفراء 1953، جفاف الزيزفون 1957.
ومن مؤلفاته القصصية «صرخة الألم» و«أشباح القرية» و«الراهبة هندية» و«يقظة الرماد» و«قاهر الأمير بشير» و«هتاف الأعماق» و«ماذا فعلت أيها المحترم» و«في قبضة الجبار» و«شاربة الدماء» و«جعفر المنصور» و«أطياف من لبنان» وسوى ذلك كثير.
اما الروايات الطويلة ومنها:
- صقر قريش 1948
- أبو جعفر المنصور 1954
- دمعة يزيد 1946
- اللحن الشرود 1952
- المجنون 1956
- بائع المعلل.[7]

## أسلوبه الأدبي
كان كرم الصحفي ناقداً وطنيّاً واجتماعياً وسياسياً جريئاً لا يعرف المحاباة أو المجاملة، وقد حارب الانتداب الفرنسي والحكومات الوطنية التي حاولت أن تسير في ركابه، ووقف في مقالاته إلى جانب الشعب، وهو لا يخشى صولة سوى صولة الحقّ والضمير.
وكان كرم ملحم كرم القصصي يستقي موضوعات سردياته من المجتمع الذي يعيش فيه، فرواياته ذات طابع محلّي، وهي من المذهب الواقعي، وقد ترجم عدداً كبيراً من القصص عن الأدب الفرنسي، ولكنّه كان حريصاً كلّ الحرص أن تتلاءم هذه القصص المترجمة مع الواقع والقراء، وله مؤلفات قصصية كثيرة جداً، وهو يلتقط موضوعاته وشخصياته من بيئته.
ليست قصص كرم ملحم كرم واحدة في طولها، فمنها ما لا يصل إلى عشرين صفحة، كما هي قصة «شاربة الدماء»، ومنها ما هو أطول من ذلك، ولكنّ أسلوبه واحد فيها، فهي قصص رومانسية الطابع والموضوعات، ولغته القصصية فيها عالية المستوى ذات بيان ناصع مع فخامة في العبارة وقوة في الحبك ودقة في الوصف وسعة في الخيال، وكان اللون المحلّي حاضراً في إنتاجه الغزير؛ ولذلك عدّه مارون عبود من المؤسسين لفنّ القصة في الأدب العربي، بل ذهب هذا الناقد إلى أنّ الرواية قبل كرم لا تحدثنا عن شؤوننا، وهي غريبة عنا، فلا نستلذّ طعمها، ولا يفتننا لونها، فكنّا أشبه بشرقي في وليمة غربية؛ ولذلك جاءت قصص كرم؛ لتقدّم للقارئ الشرقي مائدة شرقية خالصة.

## الوفاة
.أصيب “كرم ملحم كرم” بنزيف داخليٍّ حادٍّ وغياب عن الوعي، إثر تعثره وسقوطه عن علو مترين، خلال تجواله في مصيفه في بلدة رشميَّا؛ يوم الثلاثاء الواقع فيه 29 أيلول (سبتمبر) 1959؛ وما لبث أن فارق الحياة.

## وصلات خارجية
- كرم ملحم كرم على موقع أرشيف الشارخ.